# Jos Gemmeke
Brunita Josepha Gemmeke, conhecida como Jos Gemmeke (Amsterdã, 3 de junho de 1922 - 20 de dezembro de 2010) foi uma combatente da resistência holandesa durante a Segunda Guerra Mundial.